# Live at Slane Castle
Live at Slane Castle – płyta z zapisem koncertu grupy Red Hot Chili Peppers, który odbył się obok zamku Slane w Irlandii 23 sierpnia 2003 roku. Zespół promował wtedy płytę By the Way. Album został wydany w listopadzie 2003 roku przez wydawnictwo Warner Music Vision. Na oficjalnym DVD z zapisem koncertu nie ma zagranej wówczas piosenki Soul to Squeeze.
Czas całkowity: 102 minuty + 28 minut - dodatki

## Lista utworów
1. Intro
2. By the Way
3. Scar Tissue
4. Around the World
5. Maybe (The Chantels)(cover Johna Frusciante)
6. Universally Speaking
7. Parallel Universe
8. The Zephyr Song
9. Throw Away Your Television
10. Havana Affair (cover Ramones)
11. Otherside
12. Purple Stain
13. Don't Forget Me
14. Right on Time (Intro "London Calling" - The Clash)
15. Can't Stop
16. Venice Queen
17. Give It Away
18. Californication
19. Under the Bridge
20. The Power of Equality